# Walter Heitz
Walter Heitz (Berlijn, 8 december 1878 - Moskou, 9 februari 1944) was een Duitse Generaloberst (kolonel-generaal) in de Wehrmacht tijdens de Tweede Wereldoorlog. Heitz werd tijdens de Slag om Stalingrad gevangengenomen door Sovjettroepen en stierf op 9 februari 1944 aan kanker.

## Militaire loopbaan
- Fahnenjunker: 7 maart 1898[7][5][4]
- Leutnant: 18 augustus 1899[5]
- Oberleutnant: 17 september 1909[5]
- Hauptmann: 1 oktober 1913[5][4]
- Major: 1 april 1922[5][8]
- Oberstleutnant: 1 november 1927[5] (benoemingsakte (Patent) vanaf 1 februari 1927)[8]
- Oberst: 1 februari 1930[5][8]
- Generalmajor: 1 februari 1933[5] - 1 december 1933[8]
- Generalleutnant: 1 oktober 1934[5][8]
- General der Artillerie: 1 april 1937[5][8]
- Generaloberst: 30 januari 1943[5][6]

## Decoraties
- Ridderkruis van het IJzeren Kruis op 4 september 1940 als General der Artillerie en Bevelvoerende-generaal van het 8e Legerkorps[9][10][1][8][6]
- Ridderkruis van het IJzeren Kruis met Eikenloof (nr.156) op 21 december 1942 als General der Artillerie en Bevelvoerende-generaal van het 8e Legerkorps[9][11][3][6]
- Duitse Kruis in goud op 22 april 1942[1][7][6]
- IJzeren Kruis 1914, 1e Klasse[6][4] en 2e Klasse[6][4]
- Gewondeninsigne 1918 in zwart[7][4]
- Hanseatenkruis van Hamburg[7][12][8]
- Ridderkruis in de Huisorde van Hohenzollern met Zwaarden[7][8]
- Erekruis voor Frontstrijders in de Wereldoorlog in 1934[7]
- Dienstonderscheiding van Leger en Marine voor (25 dienstjaren)in 1935[7]
- Onderscheiding voor Trouwe Dienst (Pruisen)[7]
- Herhalingsgesp bij IJzeren Kruis 1939, 1e Klasse[6] (19 mei 1940) en 2e Klasse[6] (10 oktober 1939)[7][13]
- Medaille Winterschlacht im Osten 1941/42[7]